# Landon Liboiron
Landon Liboiron (Jenner Alberta, Canada, 10 maart 1991) is een Canadese acteur.

## Filmografie
| Jaar | Titel                              | Rol                  | Opmerkingen |
| ---- | ---------------------------------- | -------------------- | ----------- |
| 2007 | Crossroads: A Story of Forgiveness | Brody Murakami       |             |
| 2007 | Don't Cry Now                      | Sam                  |             |
| 2007 | Moondance Alexander                | Freddie              |             |
| 2008 | Menace                             | Brian Ranfield       |             |
| 2008 | Passchendaele                      | Jonge Duitse soldaat |             |
| 2008 | Run Rabbit Run                     | Skate Park Kid       |             |
| 2010 | Altitude                           | Bruce Parker         |             |
| 2010 | Daydream Nation                    | Paul                 |             |
| 2011 | The Howling: Reborn                | Will Kidman          | video       |
| 2012 | Girl in Progress                   | Trevor               |             |
| 2015 | Burning Bodhi                      | Dylan                |             |
| 2018 | Truth or Dare                      | Carter / Sam Meehan  |             |

### Television
| Jaar       | Titel                         | Rol            | Opmerkingen                       |
| ---------- | ----------------------------- | -------------- | --------------------------------- |
| 2007       | The Virgin of Akron, Ohio     |                |                                   |
| 2008       | Flashpoint                    | Simon Strachan | Episode: "He Knows His Brother"   |
| 2009       | Wild Roses                    | Jude           | zes afleveringen                  |
| 2009–2010  | Degrassi: The Next Generation | Declan Coyne   | vaste rol                         |
| 2010–2011  | Life Unexpected               | Sam Bradshaw   | vijf afleveringen                 |
| 2011       | Terra Nova                    | Josh Shannon   | vaste rol; dertien afleveringen   |
| 2011       | The Haunting Hour: The Series | Josh           | Aflevering: "The Perfect Brother" |
| 2013–2015  | Hemlock Grove                 | Peter Rumancek | hoofdrol; 33 afleveringen         |
| 2016–heden | Frontier                      | Michael Smyth  |                                   |